# Виллер-ле-Сек (Эна)
Вилле́р-ле-Сек (фр. Villers-le-Sec) — коммуна во Франции, находится в регионе Пикардия. Департамент коммуны — Эна. Входит в состав кантона Рибмон. Округ коммуны — Сен-Кантен.
Код INSEE коммуны — 02813.

## Население
Население коммуны на 2010 год составляло 277 человек.
| 1962 | 1968 | 1975 | 1982 | 1990 | 1999 | 2010 |
| ---- | ---- | ---- | ---- | ---- | ---- | ---- |
| 296  | 262  | 270  | 227  | 237  | 236  | 277  |

## Экономика
В 2010 году среди 163 человек трудоспособного возраста (15—64 лет) 117 были экономически активными, 46 — неактивными (показатель активности — 71,8 %, в 1999 году было 64,4 %). Из 117 активных жителей работали 105 человек (62 мужчины и 43 женщины), безработных было 12 (6 мужчин и 6 женщин). Среди 46 неактивных 17 человек были учениками или студентами, 8 — пенсионерами, 21 были неактивными по другим причинам.